# Echinoptilum roseum
Echinoptilum roseum is een Pennatulaceasoort uit de familie van de Echinoptilidae. De wetenschappelijke naam van de soort is voor het eerst geldig gepubliceerd in 1916 door Hickson.